# Las tres puertas
Las tres puertas és un programa de televisió d'entrevistes. El programa està produït i dirigit per la periodista María Casado a càrrec de la productora Teatro Soho Televisión d'Antonio Banderas.
Va finalitzar la seva primera temporada el 13 d'abril de 2022, després de 10 programes en emissió. El 15 d'agost de 2022 es va anunciar la renovació del programa per una segona temporada, que canviaria la seva emissió a La 2.

## Format
El nom del programa respon a les tres portes o filtres de Sòcrates, les tres preguntes que tota persona s'ha de formular abans de dir alguna cosa: és veritat?, és bo?, aporta alguna cosa? En el programa, travessar aquestes tres portes serà imprescindible per a donar-li el veritable valor a la paraula. Les tres portes tindrà cada setmana diversos convidats que tinguin coses que comptar i proposarà xerrades sinceres i senzilles posant en valor la paraula i la reflexió. Persones que siguin marca Espanya i també personatges internacionals de diferents disciplines: gent de referència en les arts, la ciència, l'empresariat, l'esport, la divulgació, l'ensenyament, la moda i la gastronomia.

## Equip

### Presentadora
| Temporada                                             | 1    | 2    |
| Any                                                   | 2022 | 2023 |
| ----------------------------------------------------- | ---- | ---- |
| María Casado · Presentadora de televisió i periodista |      |      |

## Temporades i audiències

### Temporada 1 (2022)
| Programa | Convidats | Data d'emissió | Audiència      |
| -------- | --- | -------------- | -------------- |
| 1        | Antonio Banderas > Carmen Posadas Nathy Peluso < Mario Alonso Puig > Sara Búho                                 | 02/02/2022     | 789 000 (6,4%) |
| 2        | Mario Vargas Llosa > Paula Echevarría Jorge Lorenzo < Gloria Trevi > Laura Rojas Marcos                        | 09/02/2022     | 580 000 (4,9%) |
| 3        | Carmen Machi > Edurne Pasabán Ana Mena < Daniela Santiago Miriam González > Elvira Sastre                      | 16/02/2022     | 562 000 (4,6%) |
| 4        | Iñaki Gabilondo > Ana Locking Miguel Ángel Muñoz < María José Llergo José Antonio Marina > Juan Carlos Unzué   | 23/02/2022     | 606 000 (4,9%) |
| 5        | José Sacristán > Raquel Sánchez Silva Pedro Ruiz < Defreds Beatriz Luengo > Yotuel Romero                      | 02/03/2022     | 700 000 (5,4%) |
| 6        | Isabel Coixet > Victoria Castillo Xavier Sardà < Lolita Flores José Mercé > Antonio Orozco                     | 09/03/2022     | 664 000 (5,3%) |
| 7        | Boris Izaguirre > Ona Carbonell Nieves Álvarez < Loles León > María Peláe                                      | 16/03/2022     | 683 000 (5,7%) |
| 8        | Ana Duato > María Galiana < Pablo Rivero Rodrigo > Irene Visedo Mercedes Milá > Carlos Herrera < Vanesa Martín | 23/03/2022     | 872 000 (7,3%) |
| 9        | Rosalía > Marian Rojas Estapé Juana Acosta < Ana Milán                                                         | 30/03/2022     | 950 000 (7,9%) |
| 10       | Antonio Resines > Malú Luz Casal < Paz Padilla                                                                 | 13/04/2022     | 865 000 (7,4%) |

## Audiències

### La tres puertas: Temporadas
| Edició                              | Data | Cadena | Programes | Audiència      |
| ----------------------------------- | ---- | ------ | --------- | -------------- |
| Las tres puertas: Primera temporada | 2022 | La 1   | 10        | 727 000 (6,0%) |
| Las tres puertas: Segona temporada  | 2023 | La 2   |           |                |